# Оріссаареський район
О́ріссаареський райо́н (ест. Orissaare rajoon, рос. Ориссаареский район) — адміністративно-територіальна одиниця Естонської РСР з 26 вересня 1950 до 24 січня 1959 року.

## Географічні дані
Площа району станом на 1955 рік — 1154,0 км2.
Адміністративний центр — село Оріссааре.

## Історія
26 вересня 1950 року в процесі скасування в Естонській РСР повітового та волосного адміністративного поділу утворений Оріссаареський сільський район, який безпосередньо підпорядковувався республіканським органам. До складу новоутвореного району ввійшли 18 сільських рад: Аудласька, Вальяласька, Гелламааська, Каллемяеська, Лайм'яласька, Лейзіська, Лійваська, Маазіська, Метскюласька, Оріссаареська, Паммаська, Пєйдеська, Пєйтсеська, Пійріська, Пярсамааська, Раннаська, Сассіська, Торнімяеська. Адміністративним центром визначено село Оріссааре
Після прийняття 3 травня 1952 року рішення про поділ Естонської РСР на три області Оріссаареський район включений до складу Пярнуської області. Проте вже 28 квітня 1953 року області в Естонській РСР були скасовані і в республіці знов повернулися до республіканського підпорядкування районів.
20 березня 1954 року відбулася зміна кордонів між районами Естонської РСР, зокрема Оріссаареський район отримав від Кінгісеппського району 2,87 га земель, віддавши зі свого боку останньому 741,74 га.
17 червня 1954 року розпочато в Естонській РСР укрупнення сільських рад, після чого в Оріссаареському районі замість 18 залишилися 11 сільрад: Вальяласька, Гелламааська, Каллемяеська, Лайм'яласька, Лейзіська, Маазіська, Метскюласька, Паммаська, Пєйдеська, Пійріська й Торнімяеська.
24 січня 1959 року Оріссаареський район скасований, а його територія приєднана до Кінгісеппського району.

## Адміністративні одиниці
| Сільрада     | 1950 | 1954 | 1959 |
| ------------ | ---- | ---- | ---- |
| Аудласька    |      |      |      |
|              |      |      |      |
|              |      |      |      |
| Вальяласька  |      |      |      |
|              |      |      |      |
|              |      |      |      |
| Гелламааська |      |      |      |
|              |      |      |      |
|              |      |      |      |
| Каллемяеська |      |      |      |
|              |      |      |      |
|              |      |      |      |
| Лайм'яласька |      |      |      |
|              |      |      |      |
|              |      |      |      |
| Лейзіська    |      |      |      |
|              |      |      |      |
|              |      |      |      |
| Лійваська    |      |      |      |
|              |      |      |      |
|              |      |      |      |
| Маазіська    |      |      |      |
|              |      |      |      |
|              |      |      |      |
| Метскюласька |      |      |      |
|              |      |      |      |
|              |      |      |      |

| Сільрада      | 1950 | 1954 | 1959 |
| ------------- | ---- | ---- | ---- |
| Оріссаареська |      |      |      |
|               |      |      |      |
|               |      |      |      |
| Паммаська     |      |      |      |
|               |      |      |      |
|               |      |      |      |
| Пєйдеська     |      |      |      |
|               |      |      |      |
|               |      |      |      |
| Пєйтсеська    |      |      |      |
|               |      |      |      |
|               |      |      |      |
| Пійріська     |      |      |      |
|               |      |      |      |
|               |      |      |      |
| Пярсамааська  |      |      |      |
|               |      |      |      |
|               |      |      |      |
| Раннаська     |      |      |      |
|               |      |      |      |
|               |      |      |      |
| Сассіська     |      |      |      |
|               |      |      |      |
|               |      |      |      |
| Торнімяеська  |      |      |      |
|               |      |      |      |
|               |      |      |      |

## Керівництво району
Перші секретари районного комітету КПЕ
- 1950—1952  Юрій Гіндрікович Суурханс[et] (Jüri Hindriku p. Suurhans)[10]
- 1952—1959  Антон Нілендер (Anton Nilender)

Голови виконкому районної Ради депутатів трудящих
- 1950—1952  Альфред Кельт (Alfred Kelt)
- 1952—1959  Боріс Варвас (Boris Varvas)

## Друкований орган
7 березня 1951 року тричі на тиждень почала виходити газета «Punalipp» («Пуналіпп», «Червоний прапор»), друкований орган Оріссаареського районного комітету комуністичної партії Естонії та Оріссаареської районної ради депутатів трудящих. Останній номер газети вийшов 31 січня 1959 року.